# Сопоага, Энеле
Энеле Сосене Сопоага (англ. Enele Sosene Sopoaga, род. 10 февраля 1956 года) — тувалуанский политик, премьер-министр Тувалу с 1 августа 2013 года по 19 сентября 2019 года. Младший брат бывшего премьер-министра Сауфату Сопоанги.
Профессиональный дипломат, занимавший посты высокого комиссара Тувалу на Фиджи, Самоа и Папуа — Новой Гвинее, а также постоянного представителя в ООН и постоянного секретаря министерства иностранных дел. В 2010 году был избран в парламент, где присоединился к оппозиции по отношению к премьер-министру Вилли Телави (на Тувалу нет политических партий, и правительство опирается на поддержку тех или иных конкретных депутатов). В 2013 году в ходе довыборов оппозиционно настроенным депутатам удалось получить большинство, и, несмотря на летние каникулы, генерал-губернатор Иакоба Италели созвал заседание, на котором Телави был смещён, а Сопоага занял его место.
Главным направлением своей политики Сопоага объявил борьбу с изменениями климата, которые ведут к повышению уровня океана и потенциальному затоплению Тувалу. В 2014 году был учрежден Национальный консультативный совет по климатическим изменениям. Тувалу также участвовало в разработке подписанной странами-участницами Форума тихоокеанских островов декларации Маджуро, призывающей к переходу на возобновляемые источники энергии. Кроме того, после прихода к власти Сопоага отказался от признания независимости Абхазии и Южной Осетии, ранее сделанного Телави. Находясь в оппозиции, Сопоага критиковал своего предшественника за активное развитие отношений с непризнанными государствами на постсоветском пространстве и осуществление внешней политики без участия парламента.
После парламентских выборов 2019 года новый созыв парламента избрал на должность главы правительства Каусеа Натано.